# 第3高射特科群
第3高射特科群（だいさんこうしゃとっかぐん、JGSDF 3rd Antiaircraft Artillery Group）は、陸上自衛隊飯塚駐屯地（福岡県飯塚市）に群本部が駐屯する第2高射特科団隷下の高射特科部隊である。

## 概要
群長は1等陸佐（二）が充てられ、群本部と3個高射中隊等を含む主力が飯塚駐屯地に、1個高射中隊が奄美駐屯地に駐屯している。03式中距離地対空誘導弾（中SAM）を運用し、西部方面隊担任地域の防空を主任務とする。

## 沿革
独立第81特科大隊
- 1952年（昭和27年）11月22日：独立第81特科大隊が針尾駐屯地において編成完結。
- 1953年（昭和28年）11月20日：独立第81特科大隊（のちの第107特科大隊、第116特科大隊の母体となった部隊。）が針尾駐屯地から浜松駐屯地に移駐。

第116特科大隊
- 1954年（昭和29年）
  - 9月25日：独立第81特科大隊を廃止・改編し、第116特科大隊（M2 90mm高射砲）が浜松駐屯地に編成され第1高射特科群へ編合。
  - 10月20日：第116特科大隊が浜松駐屯地から東千歳駐屯地へ移駐。
- 1970年（昭和45年）8月5日：第116特科大隊が東千歳駐屯地から飯塚駐屯地へ移駐。

第3高射特科群
- 1971年（昭和46年）3月25日：第116特科大隊を母体として第3高射特科群が飯塚駐屯地において編成完結。

- 1973年（昭和48年）8月1日：第3高射特科群が第2高射団に編合。
- 1974年（昭和49年）
  - 3月26日：第327高射中隊、第328高射中隊が新編。
  - 8月1日：第327高射中隊、第328高射中隊が同日新編の第7高射特科群（竹松駐屯地）に隷属替え。
- 1976年（昭和51年）8月20日：第2高射団が第2高射特科団に称号変更。
- 1987年（昭和62年）3月26日：地対空誘導弾ホークが基本型から改良型に換装。
- 1990年（平成02年）：米国におけるホーク実射訓練において、第312高射中隊が全国1位の成績を修める。
- 2003年（平成15年）3月27日：後方支援体制変換に伴う改編。

1. 第104高射直接支援隊（飯塚駐屯地）を廃止。
2. 整備部門を西部方面後方支援隊第102高射直接支援大隊第1直接支援中隊（第3高射特科群を支援）へ移管。

- 2015年（平成27年）3月26日：第311高射中隊に03式中距離地対空誘導弾の配備を開始。
- 2016年（平成28年）3月27日：第311高射中隊（飯塚駐屯地）を第344高射中隊（03式中距離地対空誘導弾装備）に改編。
- 2017年（平成29年）3月27日：第312高射中隊（飯塚駐屯地）を第345高射中隊（03式中距離地対空誘導弾装備）に改編。
- 2019年（平成31年）3月26日：第344高射中隊が飯塚駐屯地から奄美駐屯地に移駐[1][2]。
- 2023年（令和05年）3月16日：第313高射中隊（飯塚駐屯地）を第349高射中隊（03式中距離地対空誘導弾装備）に改編。
- 2024年（令和06年）3月21日：第314高射中隊（飯塚駐屯地）を第350高射中隊（03式中距離地対空誘導弾装備）に改編。地対空誘導弾改良ホークが退役。

## 編成・駐屯地
編成
- 第3高射特科群本部
- 本部管理中隊「3高群-本」
  - 中隊本部
  - 群本部勤務班
  - 指揮小隊
  - 通信レーダ班
  - 衛生小隊
  - 補給班
- 第344高射中隊「344高射」：03式中距離地対空誘導弾
- 第345高射中隊「345高射」：03式中距離地対空誘導弾
- 第349高射中隊「349高射」：03式中距離地対空誘導弾
- 第350高射中隊「350高射」：03式中距離地対空誘導弾
- 第303高射搬送通信中隊「303高搬通」

駐屯地
- 飯塚駐屯地（福岡県飯塚市）
  - 群本部および本部管理中隊
  - 第345高射中隊
  - 第349高射中隊
  - 第350高射中隊
  - 第303高射搬送通信中隊
- 奄美駐屯地（鹿児島県奄美市）
  - 第344高射中隊

## 整備支援部隊
- 第104高射直接支援隊：1971年（昭和46年）3月25日から2003年（平成15年）3月26日の間。
- 西部方面後方支援隊第102高射直接支援大隊第1直接支援中隊：2003年（平成15年）3月27日から
  - 整備小隊：第3高射特科群を全般支援
  - 第1直接支援小隊（奄美駐屯地）：第344高射中隊を直接支援
  - 第2直接支援小隊：第345高射中隊を直接支援
  - 第3直接支援小隊：第349高射中隊を直接支援
  - 第4直接支援小隊：第350高射中隊を直接支援

## 主要幹部
| 官職名          | 階級    | 氏名     | 補職発令日     | 前職                             |
| --------------- | ------- | -------- | -------------- | -------------------------------- |
| 第3高射特科群長 | 1等陸佐 | 枝次聖徳 | 2024年03月04日 | 陸上幕僚監部防衛部防衛課編成班長 |

| 代 | 氏名       | 在職期間                        | 前職                                    | 後職                                                |
| -- | ---------- | ------------------------------- | --------------------------------------- | --------------------------------------------------- |
| 01 | 松原輝男   | 1971年03月25日 - 1973年03月15日 | 第3特科群勤務                           | 西部方面総監部第4部長                               |
| 02 | 上田照夫   | 1973年03月16日 - 1975年07月15日 | 陸上自衛隊高射学校勤務                  | 東北方面総監部募集課長                              |
| 03 | 津田秧     | 1975年07月16日 - 1977年07月31日 | 第3教育団本部訓練科長                   | 第2高射特科団本部勤務                               |
| 04 | 齊藤浩平   | 1977年08月01日 - 1979年03月15日 | 第1高射特科団本部高級幕僚               | 高射教導隊長                                        |
| 05 | 中野富一   | 1979年03月16日 - 1981年03月15日 | 東北方面総監部人事部厚生課長            | 陸上自衛隊幹部学校研究員                            |
| 06 | 岡文夫     | 1981年03月16日 - 1983年03月15日 | 陸上幕僚監部防衛部防衛課勤務            | 防衛大学校訓練部訓練課長                            |
| 07 | 中村陸男   | 1983年03月16日 - 1984年07月31日 | 中部方面総監部総務部勤務                | 陸上自衛隊高射学校学校教官                          |
| 08 | 北井上一則 | 1984年08月01日 - 1986年03月16日 | 西部方面総監部防衛部訓練課長            | 陸上幕僚監部教育訓練部教育課長                      |
| 09 | 徳永文男   | 1986年03月17日 - 1988年03月15日 | 陸上幕僚監部調査部勤務                  | 西部方面総監部総務部長                              |
| 10 | 高木幸夫   | 1988年03月16日 - 1990年03月15日 | 統合幕僚会議事務局第2幕僚室 情報班長    | 自衛隊佐賀地方連絡部長                              |
| 11 | 坂本興紀   | 1990年03月16日 - 1992年11月30日 | 陸上自衛隊幹部学校学校教官              | 陸上自衛隊幹部学校主任研究開発官                    |
| 12 | 石井克巳   | 1992年12月01日 - 1995年03月31日 | 中部方面総監部装備部後方運用課長        | 防衛大学校教授                                      |
| 13 | 小野陽平   | 1995年04月01日 - 1998年03月22日 | 陸上幕僚監部防衛部運用課 運用第2班長    | 陸上自衛隊幹部学校主任教官                          |
| 14 | 渡辺義幸   | 1998年03月23日 - 2000年06月29日 | 第1混成団本部高級幕僚                   | 自衛隊山形地方連絡部長                              |
| 15 | 河村仁     | 2000年06月30日 - 2002年03月21日 | 陸上幕僚監部教育訓練部教育課 企画班長   | 陸上幕僚監部監理部総務課 広報室長                   |
| 16 | 佐嘉田進   | 2002年03月22日 - 2003年07月31日 | 陸上自衛隊研究本部企画調整官            | 陸上自衛隊高射学校第1教育部長                       |
| 17 | 髙橋勝夫   | 2003年08月01日 - 2005年03月22日 | 陸上幕僚監部装備部装備計画課 企画班長   | 陸上自衛隊研究本部研究員                            |
| 18 | 増田恭士   | 2005年03月23日 - 2007年07月31日 | 陸上自衛隊高射学校主任教官              | 東北方面混成団副団長                                |
| 19 | 渡純一     | 2007年08月01日 - 2009年12月14日 | 中部方面総監部調査部調査課長            | 陸上幕僚監部監理部総務課 情報公開・個人情報保護室長 |
| 20 | 麻生和彦   | 2009年12月15日 - 2011年07月31日 | 陸上自衛隊高射学校研究部長              | 技術研究本部 技術開発官（誘導武器担当）付 総括室長  |
| 21 | 山下雅弘   | 2011年08月01日 - 2013年07月31日 | 北関東防衛局防衛補佐官                  | 自衛隊奈良地方協力本部長                            |
| 22 | 山口尚彦   | 2013年08月01日 - 2015年07月31日 | 東部方面総監部人事部人事課長            | 防衛研究所主任研究官                                |
| 23 | 久田茂将   | 2015年08月01日 - 2017年03月22日 | 陸上幕僚監部人事部厚生課 家族支援班長   | 自衛隊大分地方協力本部長                            |
| 24 | 井村昭利   | 2017年03月23日 - 2019年03月22日 | 陸上幕僚監部人事部募集・援護課 募集班長 | 自衛隊大分地方協力本部長                            |
| 25 | 貞方太     | 2019年03月23日 - 2022年03月13日 | 陸上幕僚監部人事部募集・援護課 募集班長 | 自衛隊茨城地方協力本部長                            |
| 26 | 加藤貴之   | 2022年03月14日 - 2024年03月03日 | 北部方面総監部法務官                    | 陸上総隊司令部法務官                                |
| 27 | 枝次聖徳   | 2024年03月04日 -                | 陸上幕僚監部防衛部防衛課編成班長        |                                                     |

## 主要装備
- 03式中距離地対空誘導弾

- 1/2tトラック / 73式小型トラック
- 1 1/2tトラック / 73式中型トラック
- 3 1/2tトラック / 73式大型トラック
- 9mm拳銃

- 89式5.56mm小銃
- 12.7mm重機関銃

## 警備隊区
福岡県筑豊地方南部の3市7町1村である。
- 飯塚市、田川市、嘉麻市、嘉穂郡桂川町、田川郡（添田町、大任町、糸田町、川崎町、福智町、香春町、赤村）

## 廃止（改編）部隊
- 2003年（平成15年）3月27日廃止
  - 第104高射直接支援隊「104高直支」：西部方面後方支援隊第102高射直接支援大隊第1直接支援中隊へ改編。
- 2016年（平成28年）3月27日廃止
  - 第311高射中隊「311高射」：第344高射中隊に改編。
- 2017年（平成29年）3月27日廃止
  - 第312高射中隊「312高射」：第345高射中隊に改編。
- 2023年（令和05年）3月16日廃止
  - 第313高射中隊「313高射」：第349高射中隊に改編。
- 2024年（令和06年）3月21日廃止
  - 第314高射中隊「314高射」：第350高射中隊に改編。